# Varanus olivaceus
Varanus olivaceus là một loài thằn lằn trong họ Varanidae. Loài này được Hallowell mô tả khoa học đầu tiên năm 1857.

## Hình ảnh

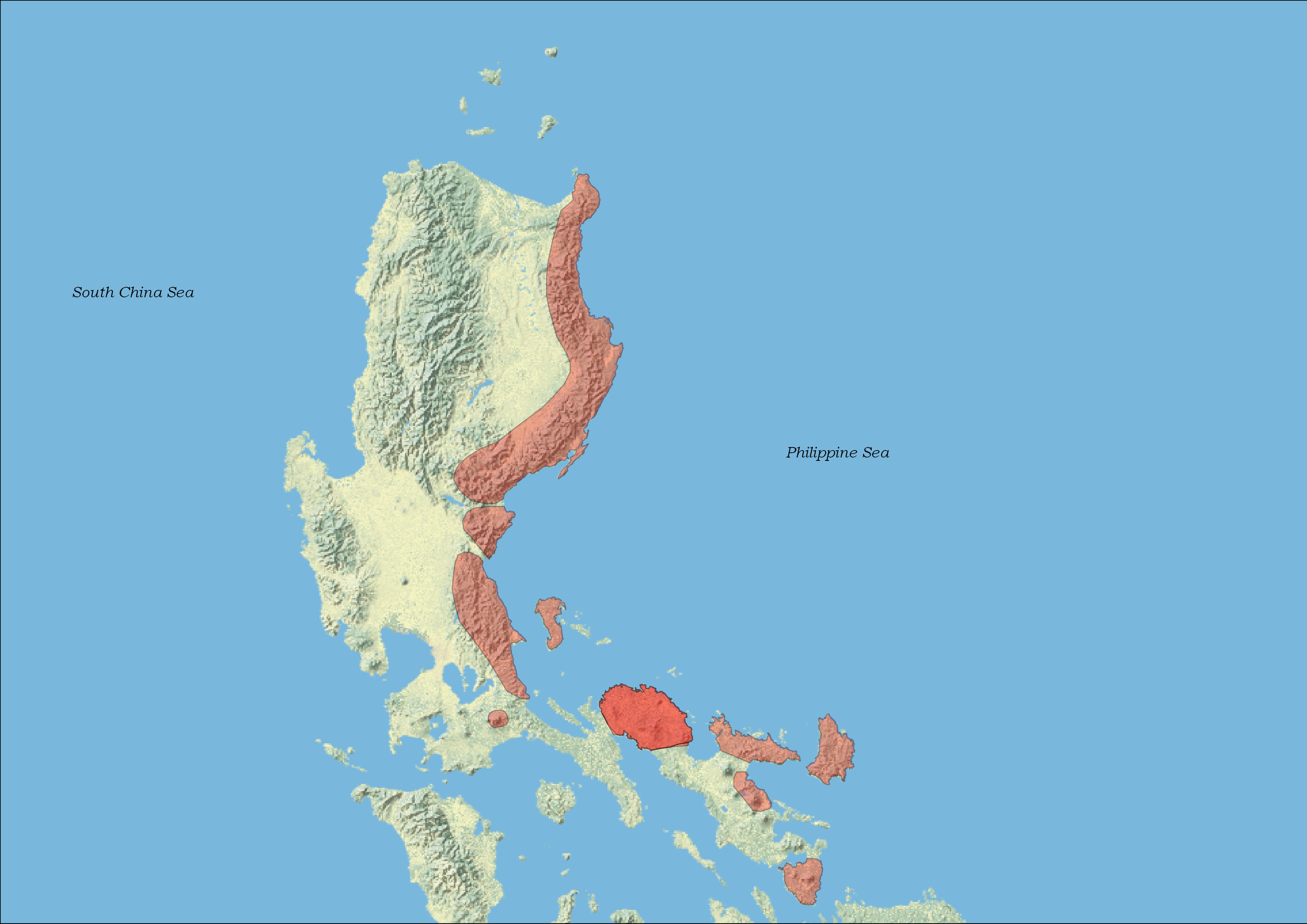
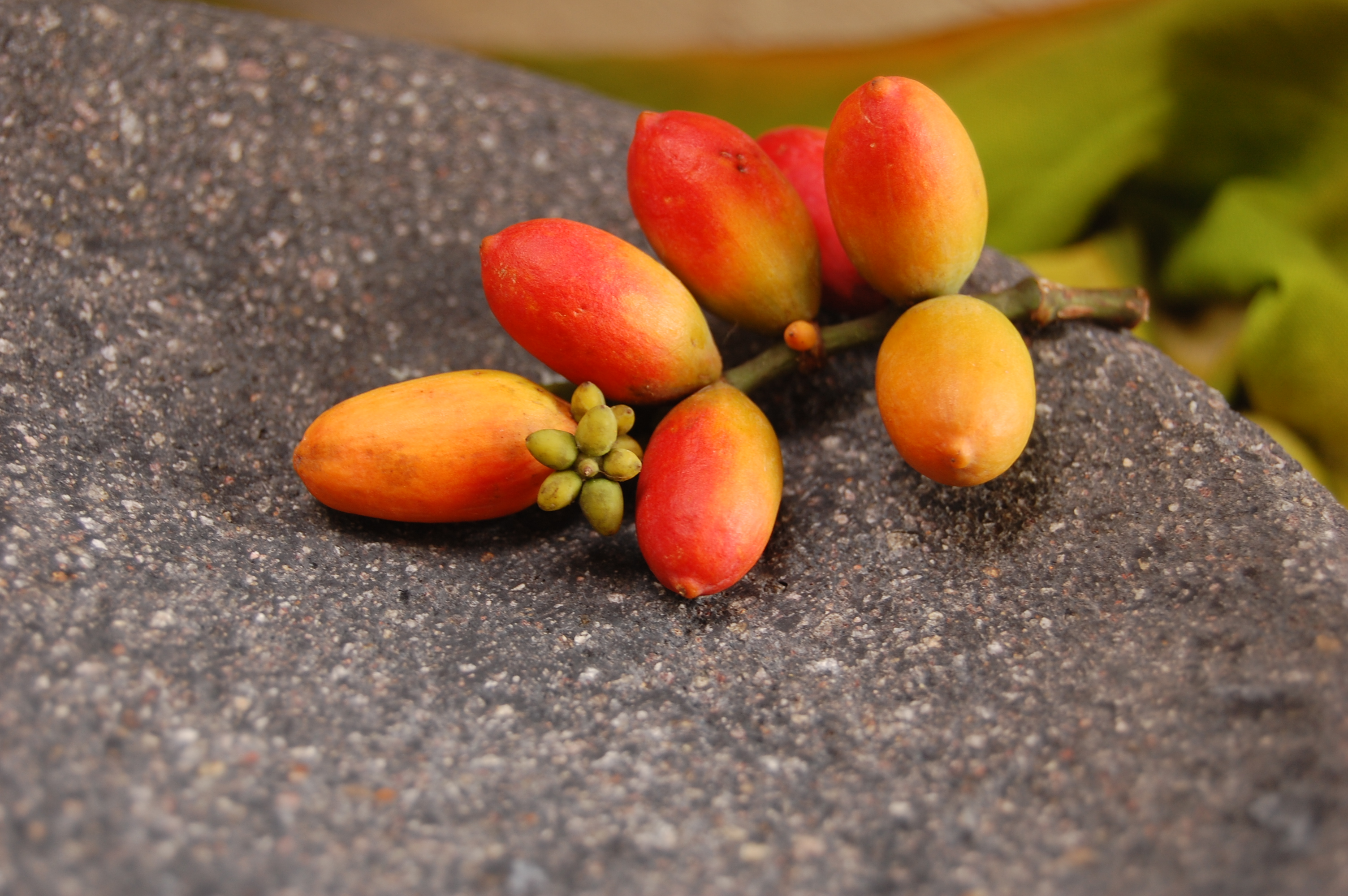